# Jules Guérin (Politiker)

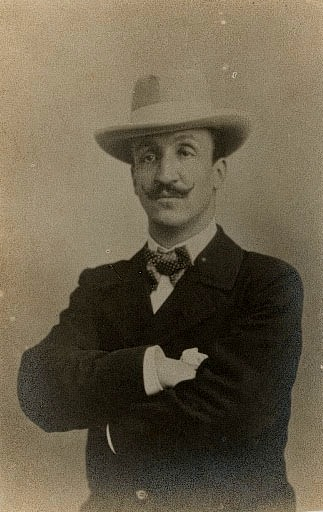
Jules Guérin

Jules Guérin (* 14. September 1860 in Madrid; † 10. Februar 1910 in Paris) war ein französischer Journalist und Antisemit.

## Leben
Guérin gründete und führte die Ligue antisémitique de France (Antisemitische Liga Frankreichs, 1899 umbenannt in Grand Occident de France), ein antisemitisches Bündnis, das der französischen Ligue des Patriotes (Liga der Patrioten) nahestand. Die Ligue antisémitique de France war während der Dreyfus-Affäre, die die französische Republik zwischen 1894 und 1906 tief spaltete, in zahlreiche antisemitische und gegen Dreyfus und seine Verteidiger gerichtete Proteste involviert. Guérin hetzte beispielsweise nach der Veröffentlichung von Émile Zolas Artikel J’accuse die versammelten Menschenmassen zu Übergriffen auf. Er war auch Herausgeber der Wochenzeitung L’Antijuif, die zeitweilig bis zu 120.000 Exemplare pro Woche verkaufen konnte.
Als sich abzeichnete, dass die Gemeinsame Kammer des Obersten Berufungsgerichts das Urteil gegen Alfred Dreyfus aufheben würde, kam es am 23. Februar 1899 nach dem Staatsbegräbnis von Präsident Faure zu dem Versuch eines Staatsstreichs durch den Politiker Paul Déroulède, dem Gründer der chauvinistischen und antiparlamentarischen Ligue des Patriotes. Dieser Versuch des Staatsstreichs wurde unter anderem von Jules Guérin unterstützt. Déroulède rechnete bei seinem Staatsstreich mit der Unterstützung der Armee. General de Pellieux, der die Haupteskorte beim Begräbnis von Faure kommandierte, sollte bei der Rückkehr vom Begräbnis in der Nähe des Place de la Nation auf die Truppen von Déroulède treffen und verabredungsgemäß dann von der vorgesehenen Route abweichen und in Richtung des Elysée-Palastes marschieren. Pellieux brach jedoch im letzten Moment sein Wort und bat den Militärgouverneur Zurlinden, ihm das Kommando über eine kleinere Eskorte zu übertragen. General Roget, der an seine Stelle trat, verhaftete dagegen Dèroulède. Guérin versuchte, der Verhaftung zu entgehen, indem er sich in seinem Haus in der Rue Chabrol verschanzte. Er gab erst nach 38 Tagen Belagerung auf. Der Begriff Fort Chabrol wird gelegentlich in einigen französischsprachigen Ländern für eine Belagerungssituation verwendet.
Guérin wurde am 3. Januar 1900 unter anderem wegen Beteiligung an einem Komplott gegen die Republik zu zehn Jahren Haft verurteilt, der Grand Occident de France wurde 1903 aufgelöst.
Im Januar 1994 wurde die Association Mémoire Jules Guérin gegründet, die sich um sein Grab auf dem Friedhof von Montmartre kümmert.